# بكتيريا ناقصة الجليد
البكتيريا ناقصة الجليد هو اسم شائع يطلق على نوع متحول من البكتيريا الشائعة Pseudomonas syringae (P. syringae). تفتقر هذه السلالة من بكتيرياP. syringae إلى القدرة على إنتاج بروتين سطحي معين، يوجد عادةً في النوع البري منها. يعمل بروتين "زائد الجليد ice-plus" (بروتين INA, "بروتين" نواة الجليد النشط ") الموجود على جدار الخلية البكتيرية الخارجي كمركز نواة لبلورات الجليد. وهذا يسهل تكون الجليد على سطح النباتات، ومن هنا جاءت التسمية "ice-plus". المتحول ناقص الجليد من P. syringae هو نمط طافر، يفتقر إلى الجين المسؤول عن إنتاج البروتين السطحي لنواة الجليد. ويوفر هذا النقص في البروتين السطحي بيئة أقل ملاءمة لتشكل الجليد. تنتج كلتا سلالتي P. syringae بشكل طبيعي، لكن تقنية الحمض النووي المؤتلف سمحت بالإزالة الاصطناعية أو تغيير جينات معينة، مما سمح بتكوين سلالة ناقصة الجليد من سلالة زائدة الجليد في المختبر.
تحرض طبيعة نواة الجليد في بكتيريا P. syringae على نمو الصقيع، وتجميد براعم النبات وتدمير المحصول المزروع. إن إدخال سلالة ناقصة الجليد من P. syringae إلى سطح النباتات سيقلل من كمية الجليد الموجودة، مما يؤدي إلى زيادة إنتاجية المحاصيل. تم تطوير الشكل المؤتلف كمنتج تجاري يعرف باسم Frostban. كان الاختبار الميداني لـ Frostban في عام 1987م هو أول إطلاق لكائن معدل وراثياً في البيئة. كان الاختبار مثيراً للجدل للغاية وأدى إلى تشكيل سياسة التكنولوجيا الحيوية الأمريكية. لكن لم يتم تسويق Frostban أبداً.

## إنتاج
لإنشاء السلالة ناقصة الجليد من بكتيريا P. syringae بشكل منهجي, يجب عزل الجين المكون للثلج وتضخيمه وإلغاء تنشيطه وإعادة إدخاله في بكتيريا P. syringae. وغالباً ما تُستخدم الخطوات التالية لعزل وتوليد سلالات ناقصة الجليد من P. syringae :
1. هضم الحمض النووي الخاص ببكتيريا P. syringae ' عن طريق إنزيمات الاقتطاع.
2. إدخال قطع الحمض النووي في البلازميد. حيث سيتم إدخال القطع بشكل عشوائي، مما يسمح بإنتاج أشكال مختلفة من الحمض النووي المؤتلف.
3. تحويل بكتيريا Escherichia coli (E.coli) مع البلازميد المؤتلف. ستأخذ البكتيريا البلازميد، مما يجعلها جزءاً من الحمض النووي لهذا لكائن الحي.
4. تحديد الجين الجليدي من العديد من المؤتلفات الخاصة بالإشريكية القولونية المطورة حديثاً. ستمتلك الإشريكية القولونية المؤتلفة مع الجين الخاص بالجليد النمط الظاهري لنواة الجليد، وستكون «زائدة الجليد».
5. مع تحديد المؤتلف نواة الجليد، قم بتضخيم جين الجليد بتقنيات مثل تفاعلات البلمرة المتسلسلة (PCR).
6. تكوين نسخ متحولة من جين الجليد من خلال إدخال عوامل مطفرة مثل الأشعة فوق البنفسجية لتعطيل جين الجليد، مما ينتج عنه جين «الجليد ناقص».
7. كرر الخطوات السابقة (أدخل الجين في البلازميد، وقم بتحويل الإشريكية القولونية, وحدد المواد المؤتلفة) مع الكائنات المستنسخة الطافرة التي تم إنشاؤها حديثاً لتحديد البكتيريا ذات الجين ناقص الجليد. وسوف تمتلك النمط الظاهري المطلوب للجليد ناقص.
8. أدخل الجين ناقص الجليد في بكتيريا P. syringae العادية.
9. السماح بإعادة التركيب، مما يجعل كلا من الجليد ناقص وسلالات الجليد زائد من P. syringae.

## الأهمية الاقتصادية

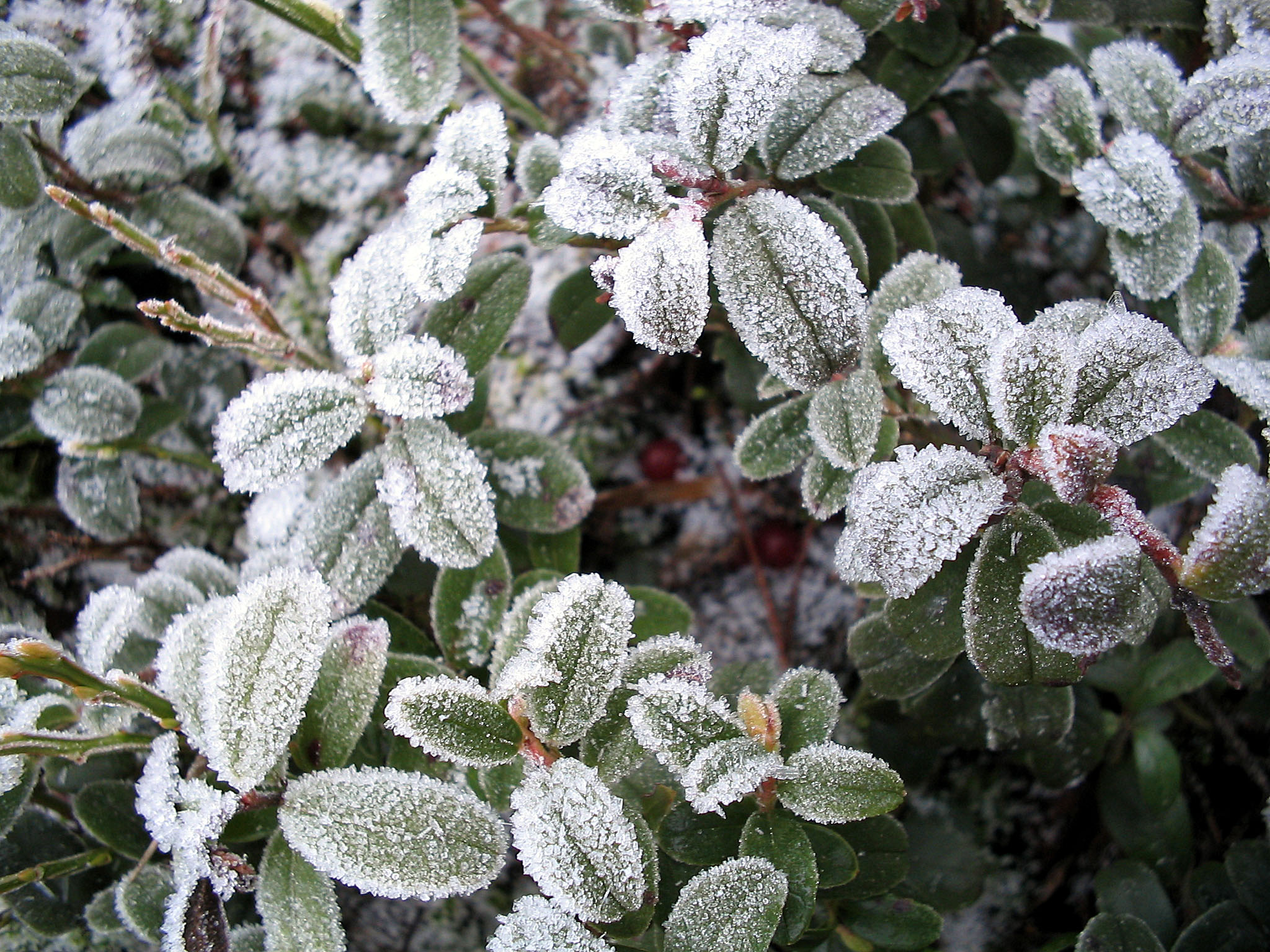
نبات توت بري متجمد

في الولايات المتحدة وحدها تشير التقديرات إلى أن الصقيع يتسبب في تلف محاصيل تقدر قيمتها بنحو مليار دولار في كل عام.  نظراً لأن P. syringae تتكاثر عادةً على سطح النباتات، فإن طبيعته التي تساعد على تشكيل نواة للجليد تحرض على نمو الصقيع، وتجميد براعم النباتات وتدمير المحصول المزروع. إن إدخال سلالة ناقصة الجليد من P. syringae إلى سطح النباتات يؤدي إلى حدوث منافسة بين السلالات. إذا انتصرت سلالة ناقصة الجليد، فلن تكون نواة الجليد التي يوفرها P. syringae موجودة، مما يقلل من مستوى تكوين الصقيع على أسطح النبات عند درجة حرارة تجميد الماء العادية 0 °م (32 °ف). حتى لو لم تنتصر السلالة ناقصة الجليد، فإن كمية بروتين نواة الجليد الموجود في بكتيريا P. syringae ستنخفض بسبب المنافسة. يترجم انخفاض مستويات تولد الصقيع في درجة حرارة تجمد المياه إلى انخفاض كمية المحاصيل المفقودة بسبب أضرار الصقيع، وهذا يؤدي إلى زيادة إنتاجية المحاصيل بشكل عام.

## منظور تاريخي
في عام 1961م، درس بول هوب من وزارة الزراعة الأمريكية فطر الذرة عن طريق طحن الأوراق المصابة كل موسم، ثم وضع المسحوق لاختبار الذرة للموسم التالي لتتبع المرض. حدث صقيع مفاجئ في ذلك العام تاركاً نتائجاً غريبة. فقط النباتات المصابة بالمسحوق الموبوء هي من تضررت بالصقيع، وبقيت النباتات السليمة غير مجمدة. كانت هذه الظاهرة محيرة للعلماء حتى أوائل السبعينيات حيث وجد كل من طلاب الدراسات العليا ستيفن ليندو من جامعة ويسكونسن-ماديسون مع دي سي أرني D.C. Arny وسي أبر D.C. Arny نوع من البكتيريا في مسحوق الأوراق المجففة. اكتشف ليندو وهو أخصائي علم أمراض النبات في جامعة كاليفورنيا - بيركلي، أنه عندما تم إدخال هذه البكتيريا إلى النباتات التي كانت غائبة عنها في الأصل، أصبحت النباتات معرضة بشدة لضرر الصقيع. لقد حدد البكتيريا بأنها P. syringae ' واستكشف دورها P. syringae في تشكيل نواة الجليد وفي عام 1977م، اكتشف سلالة الجليد الطافرة. نجح لاحقاً في تطوير سلالة الجليد ناقص من P. syringae من خلال تقنية الحمض النووي المؤتلف أيضاً.
في عام 1983م، تقدمت شركة Advanced Genetic Sciences (AGS), وهي شركة للتكنولوجيا الحيوية، بطلب للحصول على تصريح من الحكومة الأمريكية لإجراء اختبارات ميدانية على السلالة ناقصة الجليد من بكتيريا P. syringae, لكن المجموعات البيئية والمتظاهرون أخروا الاختبارات الميدانية لمدة أربع سنوات بسبب وجود تحديات قانونية. في عام 1987م، أصبحت سلالة P. syringae الجليدية أول كائن معدل وراثياً (GMO) يتم إطلاقه في البيئة  عندما تم رش حقل فراولة في كاليفورنيا بسلالة ناقصة الجليد من P. syringae. كانت النتائج واعدة، حيث أظهرت انخفاض أضرار الصقيع للنباتات المعالجة. أجرى ليندو أيضاً تجربة على محصول شتلات البطاطس التي تم رشها بسلالة ناقصة الجليد من بكتيريا P. syringae. ونجح في حماية محصول البطاطس من أضرار الصقيع بسلالة ناقصة الجليد من بكتيريا P. syringae.

## الجدل
في الوقت الذي عمل فيه ليندو على سلالة ناقصة الجليد من بكتيرياP. syringae, كانت الهندسة الوراثية تعتبر مثيرة للجدل للغاية. قام جيريمي ريفكين ومؤسسته حول الاتجاهات الاقتصادية (FET) برفع دعوى قضائية ضد المعاهد الوطنية للصحة في محكمة فيدرالية لتأخير التجارب الميدانية، بحجة أن المعاهد الوطنية للصحة قد فشلت في إجراء تقييم الأثر البيئي وفشلت في استكشاف الآثار المحتملة التي قد تسببها البكتيريا «ناقصة الجليد» على النظم البيئية وحتى على الطقس العالمي. بمجرد منح الموافقة تعرضت كلا الحقلين الاختباريين للهجوم من قبل مجموعات النشطاء في الليلة التي سبقت إجراء الاختبارات: «اجتذب أول موقع تجريبي في العالم أول باحث ميداني في العالم». نقلت البي بي سي عن آندي كافري من Earth First! : «عندما سمعت لأول مرة أن شركة في بيركلي كانت تخطط لإطلاق هذه البكتيريا في مجتمعي، شعرت حرفياً بسكين دخلت إلي. هنا مرة أخرى، من أجل المال، كانت العلوم والتكنولوجيا والشركات ستغزو جسدي ببكتيريا جديدة لم تكن موجودة على هذا الكوكب من قبل. لقد تم بالفعل غزوها بواسطة الضباب الدخاني، والإشعاع، والمواد الكيميائية السامة في طعامي، ولم أعد آخذها بعد الآن.» 
أجبرت الدعوى القانونية الناجحة التي واجهتها إدارة ريغان على تطوير سياسة تنظيمية شاملة بشكل أسرع لتوجيه عملية إصدار قرار فيدرالي بشأن التكنولوجيا الحيوية الزراعية. في عام 1986م، أصدر مكتب سياسة العلوم والتكنولوجيا الإطار المنسق لتنظيم التكنولوجيا الحيوية Coordinated Framework for Regulation of Biotechnology, والذي لا يزال ينظم القرارات التنظيمية الأمريكية.
دفع الجدل العديد من شركات التكنولوجيا الحيوية بعيداً عن استخدام الكائنات الحية الصغيرة المهندسة وراثياً في الزراعة.

## روابط خارجية
- P. syringae genomic information from Cornell University's Pseudomonas-Plant Interaction Project نسخة محفوظة 26 مارس 2023 على موقع واي باك مشين.